# Raphael Schlegel

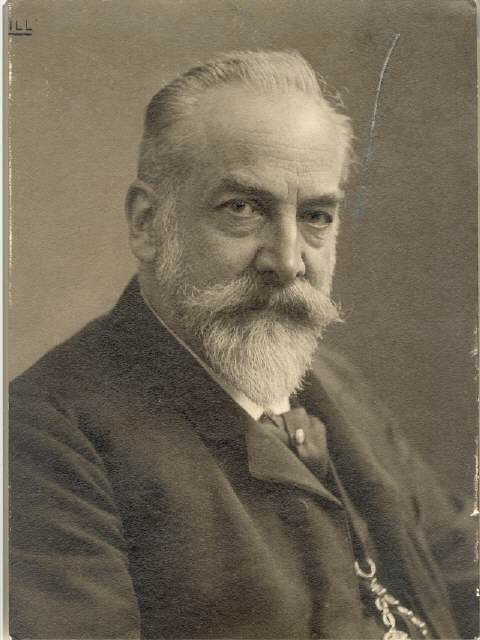
Raphael Schlegel, 1902

Raphael Schlegel, eigentlich Lucian Raphael Bossard, auch Raphael Bossard-Schlegel (* 28. Mai 1839 in Breslau, Provinz Schlesien; † 1907 in Elberfeld, Rheinprovinz), war ein deutscher Fotograf.

## Leben
Raphael wurde 1839 als Kind von Jenny Bossard-Biow, Tochter des Malers Raphael Biow, und von dessen Gehilfen Johann Heinrich Bossard (* 28. März 1816 in Marienwerder/Westpreußen; † 17. November 1871 in Leipzig; auch Boshardt oder Boßhardt) in Breslau geboren. Nachdem sich Raphaels Mutter noch im gleichen Jahr von ihrem Mann hatte scheiden lassen, ließ sie sich ab etwa 1844 von ihrem Bruder Hermann Biow, der am Neuen Wall in Hamburg ein Atelier für Daguerreotypie unterhielt, als Daguerreotypistin anlernen. Als solche ist sie 1849 in Schwerin, Großherzogtum Mecklenburg-Schwerin, greifbar. 1850 heiratete sie den Fotografen Julius Schlegel. Raphael, der bald den Familiennamen seines Stiefvaters führte, erlernte über seine Mutter von früh auf die Fotografie. 1853 stellte er seine erste Daguerreotypie her. Nach dem Besuch des Johanneums Hamburg und ausgedehnten Reisen kam er über Krefeld nach Elberfeld, wo er sich 1863 niederließ und ein Atelier für Porträtfotografie eröffnete. Ein weiteres Atelier hatte er im Nachbarort Barmen. In seinem Atelier arbeitete er mit elektrischem Licht. Hierzu beschaffte er sich auf weiteren Reisen, die ihn nach Paris und London führten, entsprechende Einrichtungen. Auch betätigte er sich auf dem Gebiet der Fotolithografie.
Schlegel war auswärtiges Mitglied des Berliner Vereins zur Förderung der Photographie. 1888 trat er dem Bergischen Geschichtsverein bei. 1893 gründete Schlegel den Bergisch-Märkischen Photographen-Verein, den er auch als Präsident leitete. Ferner gehörte er dem Rechtsschutz-Verband Deutscher Photographen an. Sein Sohn war der Fotograf Raphael Arthur Schlegel, der 1898 das Fotoatelier von August Adler in Dresden erwarb.

## Schrift
- Ein Negativ in ein Positiv umwandeln. In: Hermann Vogel (Hrsg.) Photographische Mittheilungen. Band 9 (1872), S. 312.